# Mariano Pin Novella
Mariano Pin Novella (Albalate del Arzobispo, 16 de noviembre de 1877 - Zaragoza, 14 de octubre de 1933) fue un farmacéutico, empresario y político español.

## Reseña biográfica
Originario de la localidad turolense de Albalate del Arzobispo, estudió en el colegio de los escolapios de Sos y el instituto de Zaragoza. Prosiguió sus estudios en la universidad de Barcelona, de la que se graduó en Farmacia en 1899.
Ejerció como farmacéutico en las localidades navarras de Biurrun y Roncal antes de volver a Aragón, donde se asentó en 1905 en Zaragoza y abrió una farmacia en la calle Cerdán. Alcanzó éxito con el desarrollo y venta de píldoras antianémicas y fue el fundador y primer vicepresidente de la Sociedad Anónima Farmacéutica Aragonesa. Su farmacia fue un foco de tertulias y su matrimonio con la bien relacionada Petra Lafuente supusieron un ascenso en su situación social en la capital aragonesa.
Desde 1917 participó también en varias de las empresas industriales de la burguesía zaragozana. Así fue parte del consejo de Cementos Portland, que estableció la cementera de Quinto de Ebro, y de La Imperial Cerámica, de Ribaforada. Compatibilizó estos cargos con la dirección técnica de una empresa farmacéutica y la autoría de varios trabajos sobre temas químico-farmacéuticos y fue miembro de la Real Sociedad Económica Aragonesa de Amigos del País.
Tras publicar artículos en periódicos sobre temas políticos, desarrolló también una carrera política. Fue elegido concejal del ayuntamiento de Zaragoza y diputado provincial de Zaragoza en representación del distrito Caspe-Pina, donde se encontraba la fábrica de cementos de la que era directivo. En 1922 fue elegido parte del consejo provincial de fomento, en representación de la diputación provincial. Del 6 de agosto de 1923 al 11 de enero de 1924 fue presidente de la Diputación Provincial de Zaragoza. Dejó el cargo al poco del advenimiento de la dictadura de Primo de Rivera, al ser disuelta la junta de gobierno por orden del general José Sanjurjo.
Por influencia del tío de su mujer, José Gayarre, fue elegido en 1928 presidente del Iberia Sport Club, uno de los antecesores del Real Zaragoza. Fue también elegido ese año académico numerario de la Real Academia de Medicina de Zaragoza. Al año siguiente consta la ampliación de la fábrica de cemento de la que era director, que fue trasladada a Zaragoza.
Fue uno de los firmantes del manifiesto de la Unión Regionalista Aragonesa de 1932 y realizó campaña por la creación de una unión de las tres provincias aragonesas. Falleció poco después, víctima de una enfermedad.

## Condecoraciones
- Medalla de Oro de la ciudad de Zaragoza.
- Gran Cruz de Isabel la Católica.